# 대흥로 (천안시)
대흥로(Daeheung-ro)는 대한민국의 충청남도 천안시 동남구 신안동에서 충청남도 천안시 동남구 청당동 을연결하는 도로이다.

## 노선 경로
| 이름            | 접속 노선     | 비고          |
| 중앙로와 직결   | 중앙로와 직결 | 중앙로와 직결 |
| --------------- | ------------- | ------------- |
| 방죽안오거리    | 만남로 백석로 |               |
| 천안역앞 교차로 | 버들로        |               |
| 남부오거리      | 충무로 풍세로 |               |
| 충절오거리      | 청수로 광교로 |               |
| 충절로와 직결   |               |               |

## 주요 건물 및 시설
- 빽다방 천안역점 (대흥로 228/대흥동 80)
- IBK기업은행 천안역(대흥로 239/대흥동 57-1)
- KT 금솔 천안역점 (대흥로 243/대흥동 30-6)
- 천안새마을금고 역전지점(대흥로255-1/대흥동 299-11)
- 우체국 365코너(대흥로258/대흥동19)
- 천안대흥동 우체국(대흥로 258/대흥동19)
- 천안농협 본점(대흥로277/성황동 59-1)
- 천안농협 은행365코너천안농협(대흥로277/성황동 59-1)
- 아트센터소극장(대흥로 311/성황동 23-38)
- 천안우리신협 성황지점(대흥로 311/성황동 23-38)

## 같이 보기
- 천안시